# Enhanced Data rates for GSM Evolution
Próximo passo da evolução do GPRS, o EDGE, ou Enhanced Data Rates For GSM Evolution (Taxas de Dados Ampliadas para a Evolução do GSM em inglês), é uma sigla bem mais conhecida por usuários atuais de telefonia móvel. Apesar de já ser considerado uma tecnologia de terceira geração (3G), o EDGE é chamado por alguns especialistas de "2.75G", representando mais um degrau na escada de evolução das redes móveis, com uma capacidade de banda de até 236 kbps. "O EDGE, na parte de dados, foi o limítrofe entre o 2G e o 3G, foi a porta de entrada para as redes 3G", relata Luís.
A tecnologia ainda é muito vista no continente sul-americano, por exemplo, que ainda tem uma grande infra-estrutura de redes 2G em uso. Muitas vezes, smartphones com pacotes de dados 3G podem, de repente, aparecer conectados à rede EDGE, por uma questão de tráfego intenso na rede das operadoras, que voltam o usuário para a rede anterior. "Às vezes você está em uma rede 3G e naquele momento não tem uma 'vaga' para você naquela tecnologia, e por uma queda de sinal você volta para o 2G", diz Luís, explicando que a rede funciona como uma "área de reserva".

## Surgimento
Com a grande demanda por redes móveis nos grandes centros urbanos e a baixa capacidade de tráfego oferecidas por essas redes, até então analógicas de primeira geração, percebeu-se a necessidade da criação de um novo sistema, que ficou conhecido como sistema de segunda geração, digitais.
Esses sistemas não se preocupavam muito com a transmissão de dados, utilizavam a comutação por circuito, o que gerava taxas de transmissão na faixa de 9,6 kbps. Com isso o "European Telecomunications Standards Institute" (ETSI), gerou um padrão aberto "multivendor", que promoveu a independência das operadoras em relação aos fabricantes, assim como a competição entre eles, provocando diminuição dos preços.Em seguida o GPRS passou a utilizar a comutação por pacotes.
Com a evolução dos serviços e suas crescentes demandas por maiores taxas de dados surgiram as redes EDGE e UMTS, sistemas de terceira geração. Tecnicamente o EDGE é uma tecnologia da 3ª geração, mas geralmente é classificada como um padrão 2,75G, visto que é uma evolução das redes 2,5G (GPRS) e não a criação de um sistema propriamente dito. EDGE foi introduzido nas redes GSM no mundo por volta de 2003, inicialmente na América do Norte.

## Objetivos
O EDGE tem como principal ideia incrementar novas características na rede GSM, mantendo assim uma dada compatibilidade com os aparelhos telefônicos móveis GSM/GPRS e com equipamentos da rede. Resumindo, aumenta a capacidade de transmissão no padrão GSM.
Os blocos da rede GSM/GPRS continuam operando, as únicas mudanças são:
- Atualizar os softwares das BTS (Estações Base Transmissoras), pois só assim ocorrerá o funcionamento das modulações GMSK e 8PSK.

- Trocar a placa PCU pela EPCU na BSC, pois também sofre atualização software.

## Aplicação
O EDGE inclui duas comutações: comutação por circuito (ECSD-"Enhanced Circuit Switched Data"), comutação por pacote (EGPRS-"Enhanced General Packet Radio Service").
Além de utilizar os recursos da rede destinados para voz, a comutação por circuitos, apresenta tarifação por tempo, reduzindo sua aplicação para pequenos serviços que não necessitam um grande tempo de conexão. Por isso está sendo considerada desnecessária em uma rede que apresenta comutação por pacotes.
EDGE pode ser usada para qualquer troca de pacotes como uma conexão com a internet. Dados em baixa-velocidade e serviços como streaming de vídeos, rádios ao vivo, transferência de arquivos são possíveis em aparelhos celulares compatíveis.

## Evolução da modulação
O sistema GSM era baseado na modulação GMSK (1 bit / símbolo) e no EDGE vamos observar a utilização do 8PSK (3 bit / símbolo), possibilitando triplicar a taxa de transmissão de dados, ou seja, foi possível colocar três vezes mais informações no mesmo canal de rádio frequência (200 kHz) utilizado pelo sistema GSM/GPRS.

## Codificações e Modulações
Nove esquemas de codificação e duas modulações são definidos para os "packet data traffic channels - PDTCH". Os MCS ("Modulation Code Schemes") são divididos nas famílias A, B e C, sendo cada uma representada por uma unidade de "payload".

### Codificações e modulações usadas no ECSD
O ECSD (Enhanced CSD) é a evolução do HSCSD. ECSD também usa a modulação 8PSK possibilitando transmitir até 64 kbps combinando somente dois "timeslots" ao invés de quatro "timeslots" de 14,4 kbps do HSCSD.
O ECSD possui três "Transport Channels - TCH", cada um com sua especifica codificação de canal e taxa de transmissão.

## Estratégia de alocação na Abis
A interface Abis é responsável por interconectar BTS e BSC. Deve possibilitar o uso de BTSs e BSCs de diferentes fabricantes, lembrando que cada BSC controla várias BTSs. É definida como um enlace digital terrestre de 2,048 Mbits/s,
Com o aumento das taxas de transmissão da interface Um, foi necessário criar melhorias no transporte da informação na interface Abis, dessa forma pode-se observar duas técnicas possíveis para alocação de "timeslots" nesta interface.
Abis estática = Associações dos "timeslots" de rádio e os "timeslots" da Abis são feitos durante os procedimentos de armazenamento da O&M na BSC, não sendo possíveis alterações da alocação dos "timeslots" da Abis durante o funcionamento do sistema.
Abis flexível = Define um "pool" de recursos da Abis que é alocado para uma BTS na utilização de comutação por circuitos e comutação por pacotes com um número suficiente de "timeslots" para os serviços. Por exemplo: 16 kbps até 80 kbps, é dinamicamente designado para um canal de interface aérea.
Associações entre "timeslots" rádio e "timeslots" da Abis são feitos por procedimentos de sinalização, via "ACTIVATE/MODIFY ABIS CHANNEL" durante o funcionamento do sistema. Os recursos da Abis são definidos como um "pool" para todas as BTS's alcançando assim um ganho de capacidade estatístico.
Não existe um mapeamento fixo um para um (1 x 16 kbps) ou um para dois (2 x 16 kbps) no banco de dados da BSC, pois na ativação do canal um número apropriado de recursos da Abis é designado para o canal. Assim, Abis flexível consegue um grande aumento estatístico de capacidade na interface entre BSC e BTS comparado com a Abis estática.

## Terminais
Para que o EDGE possa entrar de forma gradual na rede é necessário que os terminais possuam compatibilidade com a rede já existente, e as ERBs devem oferecer tanto GMSK como o 8PSK na interface aérea. Portanto, verificaremos o aparecimento de duas classes:
Classe A = As duas modulações podem ser usadas no "downlink", que é o sinal que vai do terminal até a ERB, enquanto somente GMSK é usada no "uplink", que é o sinal que vai da ERB para o terminal. O resultado será um terminal com altas taxas de dados somente no "downlink", serviços assimétricos e alterações importantes na recepção.
Classe B = As duas modulações podem ser usadas tanto no "uplink" como no "downlink". O resultado será um terminal com altas taxas de dados no "uplink" e no "downlink" com alterações importantes tanto na transmissão como na recepção.
Os terminais EDGE vão estar sempre buscando a modulação 8PSK no sentido que solicitar maior taxa de dados e modulação GMSK no sentido que solicitar pequena taxa de dados, pois a modulação 8PSK vai aumentar a taxa de transmissão e a modulação GMSK vai minimizar o consumo de energia do aparelho.

## Protocolos
O EDGE utiliza protocolos que também são usados pelo GPRS e pelo EGPRS. Esses protocolos são o "Link adaptation" que é usado tanto para GPRS como para EGPRS e o "Incremental Redundancy" sendo usado em redes EGPRS.

### Link Adaptation
Como a transmissão de dados depende das condições de C/I, ou seja, da interface utilizada, é benéfico adaptar o MCS, que é o esquema de codificação e modulação, de acordo com a situação de interferência. Isso é feito com uma regular estimativa da qualidade do "link" e consequente seleção do mais apropriado MCS. O algoritmo analisa a performance do MCS usado no momento e como seria a performance para todos os outros. Baseado nessa análise é selecionado aquele com a melhor performance esperada.
Quando dados são transmitidos no "downlink", medidas de qualidade são reportadas do terminal para rede em intervalos regulares.

### Incremental Redundancy
Só existe no EDGE o modo de transmissão com "Incremental Redundancy". Nesse esquema de redundância incremental, a informação é primeiramente enviada com pouca codificação produzindo uma alta taxa de transmissão, mas se existir falhas na decodificação da informação transmitida, bits adicionais de codificação (redundância) são enviados até que a decodificação obtenha sucesso. Essa codificação a mais que foi enviada diminui o resultado da taxa de dados com informação do usuário, entretanto, garante a performance do sistema.
Suportar redundância incremental é obrigatório para terminais que vão operar com EGPRS, sendo utilizadas memórias extras para que essa funcionalidade seja possível.

## Capacidade
EDGE não foi desenvolvido para capacitar a transmissão de uma grande quantidade de dados a altas taxas de velocidade (até 560 kbit/s). EDGE usa o mesmo conceito da tecnologia TDMA, no que se refere à estrutura dos quadros, canais lógicos e largura de banda (CIIM). …
A EDGE é uma atualização de rede eficiente e relativamente simples para a maioria de operadoras GSM. As implementações EDGE normalmente requerem apenas software e cartões para canais adicionais na infra-estrutura GSM/GPRS existente. Esse formato reduz o custo de implementação da EDGE, permitindo uma política de preços mais competitiva para serviços EDGE.

## Facilidades propostas
A EDGE não requer a aquisição de espectro adicional pelas operadoras. Em vez disso, a tecnologia pode ser implementada nas bandas mais comuns, entre os quais 850, 900, 1800 e 1900 MHz. A oportunidade de implementar a EDGE no espectro existente significa um lançamento mais rápido de serviços 3G, num número maior de mercados e com um custo menor comparado com tecnologias que requerem espectro adicional. EDGE é simples e tem um investimento relativamente baixo em construção de redes.

## Tecnologia
Essa tecnologia é uma ótima alternativa e de baixo custo. Muito útil para quem procura confiança.

## Redes em Operação
O protocolo EDGE é suportado ativamente pelos operadores GSM na América do Norte e na América do Sul. Algumas operadoras GSM vêem a tecnologia UMTS como uma atualização de última geração e planejaram não escolher o EDGE como tecnologia de transferência de dados em sua rede e preferiram adotar a UMTS como um passo a frente. Mas de modo geral, a tecnologia mais usada atualmente na América do Sul é a EDGE devido ao baixo custo de implementação dessas tecnologias nas consolidadas redes 2G, 2.5G que estão presentes em maior quantidade no continente.
As seguintes empresas operam ou estão pretendendo operar com o sistema EDGE:

### Americas, África e Europa
| Operadora                                      | País                                     |
| AT&T Mobility                                  | Estados Unidos                           |
| Cellular One                                   | Estados Unidos                           |
| Chinook Wireless                               | Estados Unidos                           |
| T-Mobile                                       | Estados Unidos                           |
| Unicel                                         | Brasil                                   |
| Orange                                         | República Dominicana                     |
| Rogers                                         | Canadá                                   |
| Fido                                           | Canadá                                   |
| Telcel                                         | México                                   |
| movistar                                       | México                                   |
| TIM                                            | Brasil                                   |
| Claro                                          | Brasil                                   |
| Vivo                                           | Brasil                                   |
| Vivo MG                                        | Brasil (estado de Minas Gerais)          |
| Oi                                             | Brasil (Nordeste, RJ e MG)               |
| Oi - Amazônia Celular                          | Brasil (Região Norte)                    |
| Brasil Telecom GSM                             | Brasil (Região Centro-Oeste, Sul, Norte) |
| Nextel                                         | Brasil, Estados Unidos e Canadá          |
| TIGO                                           | Paraguai                                 |
| TIGO                                           | Colômbia                                 |
| VOX                                            | Paraguai                                 |
| Serviços de comunicação de Trinidad and Tobago | Trinidad e Tobago                        |
| EntelPCS                                       | Chile                                    |
| movistar (em desenvolvimento)                  | Venezuela                                |
| CTI Argentina (grande parte do país)           | Argentina                                |
| UNITEL                                         | Angola                                   |
| meo                                            | Portugal                                 |
| Vodafone                                       | Portugal                                 |